# Babe Paley
Barbara Cushing Mortimer Paley, detta Babe (Boston, 5 luglio 1915 – New York, 6 luglio 1978), è stata una socialite statunitense ed era considerata una icona della moda.
È stata conosciuta con il soprannome di "Babe" per quasi tutta la sua vita ed è stata inserita nella International Best Dressed List nel 1958.

## Biografia
Nata Barbara Cushing a Boston, Massachusetts, era la figlia di un celebre neurochirurgo, il Dr. Harvey Williams Cushing, professore alle università di Johns Hopkins, di Harvard e di Yale, e Katharine Stone Crowell Cushing. Entrambe le sue sorelle ebbero matrimoni prestigiosi: Minnie Cushing era la seconda moglie di Vincent Astor mentre Betsey Cushing aveva sposato James Roosevelt, figlio del presidente Franklin D. Roosevelt, ed in seguito John Hay Whitney. Studentessa della Westover School di Middlebury, Connecticut, fece il suo debutto in società nel 1934 a Boston, con i figli di Roosevelt presenti. dando inizio alla sua carriera sociale. Si è laureata presso la Winsor School di Boston nel 1934.

### Matrimoni
Paley lavorò come fashion editor di Vogue a New York dove incontrò e sposò l'ereditiere Stanley Grafton Mortimer, Jr. nel 1940. Anche se sua madre avrebbe preferito che Babe avesse sposato un uomo potente con un titolo, in generale approvò l'unione. La sorella di Stanley era Katharine Mortimer, seconda moglie del tennista e socialite Francis Xavier Shields, che attraverso il suo primo matrimonio con la principessa Donna Marina Torlonia di Civitella-Cesi era il nonno dell'attrice Brooke Shields.
Nel 1941 la rivista Time elesse Mrs Stanley Mortimer Jr la seconda donna più elegante al mondo, dietro Wallis Simpson e prima di Aimée de Heeren. Barbara "Babe" Mortimer fu nominata la donna più elegante nel 1945 e nel 1946. La sua posizione a Vogue le dava possibilità di indossare esclusivi capi firmati, spesso donati proprio per essere valorizzati dall'importante figura della donna. Divenne la madre di due figli: Amanda Jay Mortimer (in seguito Burden) e Stanley Grafton Mortimer III, ma il suo matrimonio con Mortimer, Jr. finì nel 1946. Mortimer, Jr. in seguito sposò Kathleen Harriman, la figlia di W. Averell Harriman, ed ebbe altri tre figli. Diverse retrospettive hanno sostenuto che Babe trascurasse i propri figli durante la sua scalata sociale e dipendesse totalmente dalla ricchezza dei propri mariti per sostenere il suo sontuoso stile di vita. Sua figlia Amanda ha effettivamente ammesso che la loro relazione era "praticamente inesistente" e che la distanza fra loro "era una sua scelta, non mia".
Successivamente la donna decise di perseguire un secondo matrimonio di alto profilo. Nel 1946, incontrò William S. Paley, fondatore della CBS. Paley era straordinariamente ricco, con un grande interesse per le arti e il desiderio di essere parte dell'alta società newyorchese. Grazie ai contatti di Babe, Paley aveva maggiore possibilità che gli venisse concessa l'entrata in quella società che, almeno fino a quel momento, lo aveva effettivamente snobbato. A Babe invece Paley offriva ricchezza, sicurezza e mondanità. Barbara "Babe" Cushing Mortimer e William S. Paley si sposarono nel 1947 e la coppia ebbe altri due figli, Kate and Bill, Jr.

### Stile
I Paley crearono e coltivarono una propria immagine perfetta del mondo sociale. La coppia comprò un elegante appartamento al St. Regis e assunse il noto designer d'interni Billy Baldwin (1903–1983) per decorarlo. I Paley vivevano in quell'appartamento durante la settimana, mentre i weekend li passavano presso Kiluna Farm, una tenuta di 320.000 m2 di superficie a Manhasset, Long Island, dove una successione di architetti paesaggisti e designer ne curarono il giardino. Il ritiro più lontano, Kiluna Nord, presso Squam Lake nel New Hampshire, venne acquistato nel 1957; qui vennero accolte decine di celebrità e personaggi celebri dell'epoca. I boschi di Squam Lake furono utilizzati come location per le riprese del film del 1981 Sul lago dorato.
Benché alcuni pregiudizi antisemiti esclusero i Paley da una serie di importanti funzioni sociali e club esclusivi, Babe comunque mantenne un circolo di amici dell'alta società che includeva l'autoreTruman Capote e la socialite Slim Keith. Truman Capote incluse Paley e Keith nel proprio gruppo di "cigni" (affascinanti socialite di New York) insieme a Gloria Guinness, Marella Agnelli e C.Z. Guest. Paley notoriamente interruppe l'amicizia con Capote quando alcuni estratti della sua celebre Preghiere esaudite, rivelarono alcuni gossip dell'alta società di New York.
Inoltre Babe mantenne la propria posizione di donna più elegante per quattordici volte, prima di essere inserito nella Hall of Fame Fashion nel 1958. Babe regolarmente acquistava intere collezioni di alta moda dalle principali case di moda come Givenchy e Valentino S.p.A.. Il suo stile personale è stato di ispirazione per migliaia di donne che hanno cercato di copiarla. Bill Blass una volta osservò "Non l'ho mai vista non catturare l'attenzione di qualcuno; i capelli, il trucco, la freschezza. Non si era mai consapevole di ciò che indossava; si notava Babe e nient'altro."
Il suo stile personale e non convenzionale ebbe enorme influenza. Una fotografia di Babe con una sciarpa legata alla borsetta, per esempio, creò involontariamente una moda che milioni di donne emularono. Spesso mescolava stravaganti gioielli di Fulco di Verdura e Jean Schlumberger con capi di abbigliamento economici; lasciò i propri capelli diventare grigi, anziché tingerli. L'immagine di Babe ed il suo status, tuttavia, crearono tensione nel suo matrimonio con Paley, il quale insisteva sul fatto che sua moglie fosse costantemente avvolta in zibellino e completamente ingioiellata. Inoltre, secondo molti biografi, Babe era sola e frustrata dalle numerose relazioni extraconiugali di Paley. Tutto ciò si ripercuoteva inevitabilmente sulla situazione della famiglia Paley; come se ciò non bastasse, la donna era costantemente sotto l'occhio della società e dei mass media, il che la costringeva a mantenere l'improbabile immagine di dea della moda. Queste pressioni esterne, così come l'abitudine di fumare due pacchetti di sigarette al giorno, alla fine influirono negativamente sulla salute di Babe.

### Ultimi anni
Babe era un'accanita fumatrice e, nel 1974, le fu diagnosticato un cancro ai polmoni. La donna quindi pianificò il proprio funerale nei dettagli, decidendo persino i piatti che sarebbero serviti al pranzo funebre. Accuratamente assegnò la propria collezione di gioielli ed oggetti personali ad amici e parenti, avvolta in carta colorata, e creò un complesso sistema con le indicazioni di come distribuirli dopo la sua morte.
Alla fine Babe morì il 6 luglio 1978, il giorno dopo il suo sessantatreesimo compleanno. Fu sepolta nel cimitero memoriale della chiesa di San Giovanni a Cold Spring Harbor. Alla sua morte nel 1990, Bill Paley fu sepolto accanto a lei.

### Eredità
Molto tempo dopo la sua morte, Babe Paley rimane un'icona nel mondo della moda e dello stile. "Babe Paley aveva un solo difetto," ha commentato il suo amico di vecchia data Truman Capote. "Lei era perfetta. In caso contrario, lei era perfetta."
Molti stilisti e decoratori d'interni continuano a fare riferimento allo stile di Babe Paley nelle proprie creazioni. Paley ed i "cigni", similarmente a Jacqueline Kennedy Onassis durante gli anni sessanta, hanno esemplificato una classe giovane ed attraente, a cui molti americani aspiravano.

## Nella cultura di massa
Babe Paley è stata interpretata nel film Pamela Churchill - Una vita tra uomini e politica (1998) da Joan Severance, in Truman Capote - A sangue freddo (2005) da Michelle Harrison, in Infamous - Una pessima reputazione (2006) da Sigourney Weaver e nella serie televisiva Feud (2024) da Naomi Watts.
Nel romanzo del 1969 di Jacqueline Susann The Love Machine, i personaggi della socialite Judith Austin e suo marito Gregory Austin, amministratore delegato di una rete televisiva, sono ispirati a Babe e William Paley. Dyan Cannon ha interpretato il personaggio di Judith nell'adattamento cinematografico del romanzo del 1971.
Inoltre nel libro Fifth Avenue, 5am in cui si parla del romanzo e del film Colazione da Tiffany si fa riferimento a lei, come alla musa di Truman Capote, del quale era grande amico.